# Hounslow West (métro de Londres)
Hounslow West est une station de la Piccadilly line du métro de Londres, en zone 5. Elle est située à Hounslow, dans le Borough londonien de Hounslow.

## Histoire
La station terminus de la ligne, dénommée Hounslow Barracks est mise en service le 23 juillet 1884. Elle est renommée Hounslow West le 13 mars 1933.